# 托尼·威利斯
托尼·威利斯（英語：Tony Willis，1960年6月17日—），生于利物浦，英国男子拳击运动员。他曾代表英国参加1980年夏季奥林匹克运动会拳击比赛，获得男子63.5公斤级铜牌。